# Daberkow

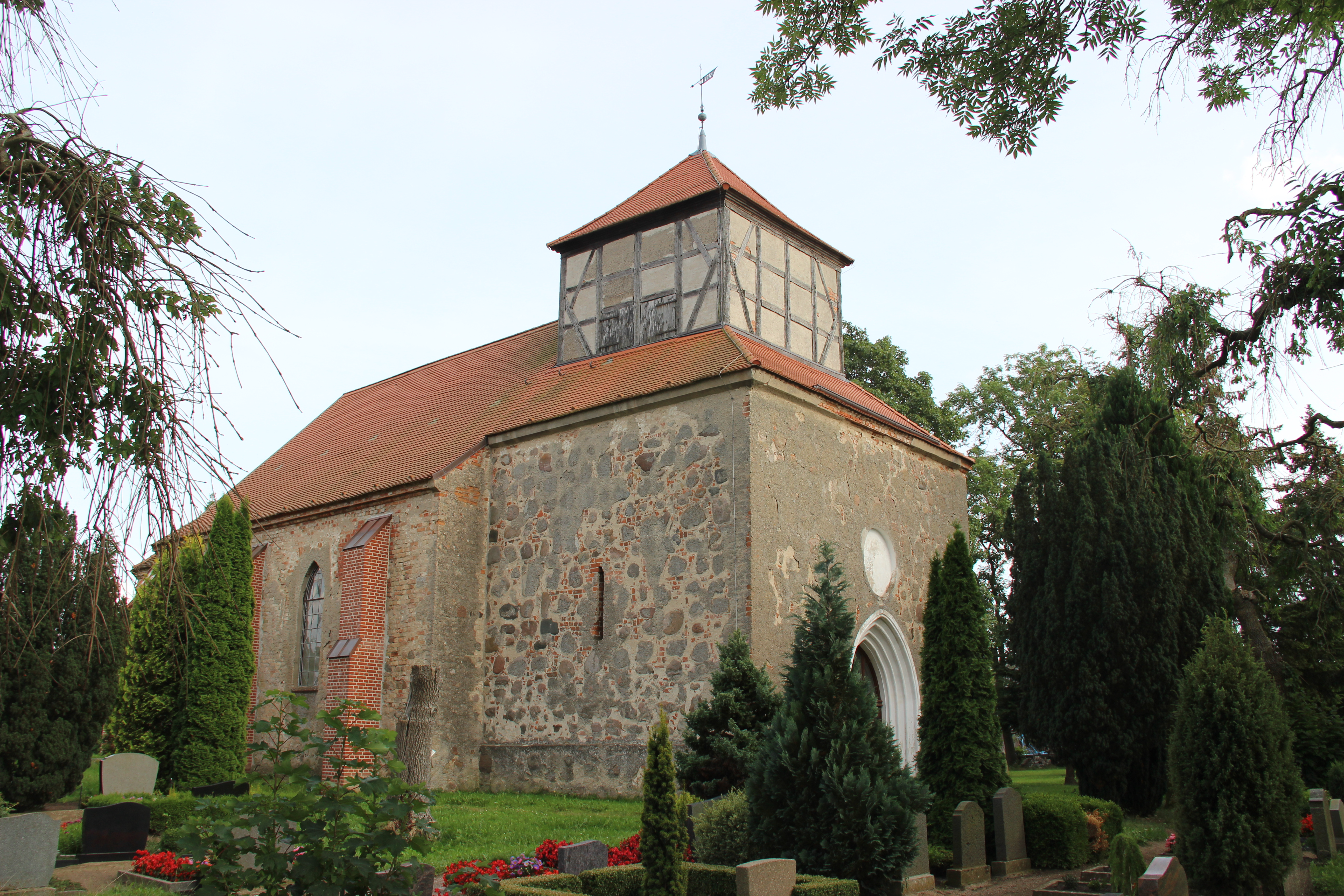
Kirche von Daberkow

Daberkow ist eine Gemeinde im Landkreis Vorpommern-Greifswald. Bis zum 31. Dezember 2003 war die Gemeinde noch Teil des ehemaligen Amtes Tutow. Seit 2004 ist sie Teil des Amtes Jarmen-Tutow.

## Geografie

### Geografische Lage
Daberkow liegt 10 Kilometer südlich von Jarmen und 19,5 Kilometer südöstlich von Demmin. Durch den Südwesten des Gemeindegebietes fließt die Tollense. Die Gemeinde liegt auf eine Fläche zwischen 15 und 25 Metern über NHN, fällt dann aber bei Wietzow zum Urstromtal der Tollense ab bis auf 1,0 Meter über NHN.

### Gemeindegliederung
Ortsteile
- Daberkow
- Hedwigshof
- Wietzow

### Nachbargemeinden
Benachbarte Gemeinden sind Völschow im Norden, Bartow im Osten, Golchen im Südwesten, Alt Tellin im Westen und die Stadt Jarmen im Nordwesten.

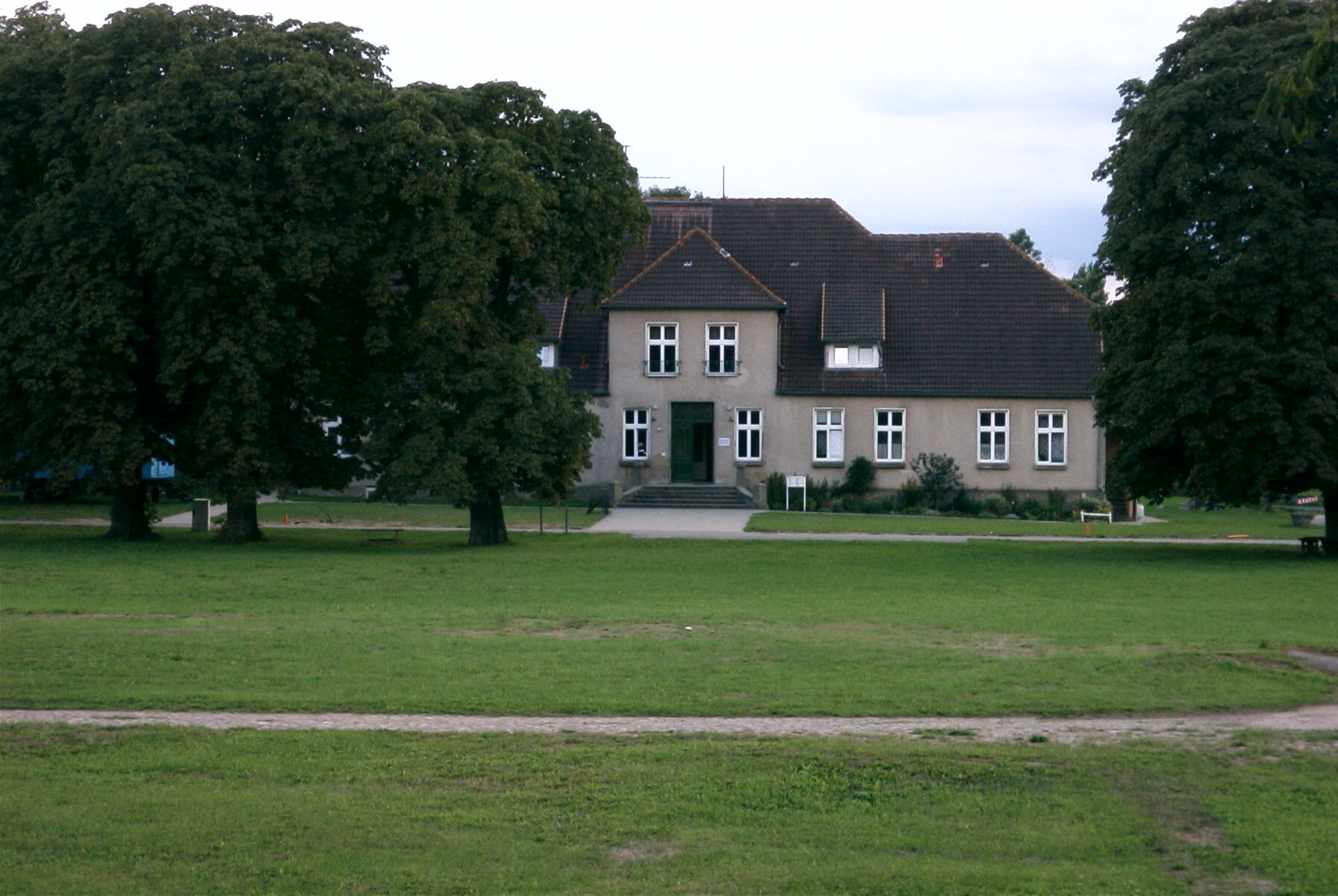
Gutshaus von Daberkow

## Geschichte

### Daberkow
Zahlreiche bronzezeitliche Hügelgräber (1700 bis 600 v. u. Z.) im Süden der Gemeinde bei Wietzow sowie archäologische Funde, wie die Luren von Daberkow, weisen auf eine frühe Besiedlung der Gegend hin. Die Luren sind ein Paar seltener bronzezeitlicher Musikinstrumente, deren Bruchstücke 1911 und 1912 bei Daberkow in Vorpommern gefunden wurden. Es folgten dann der slawische Burgwall bei Daberkow, der auch in frühdeutscher Zeit weiter genutzt wurde (600 bis 1500) und die frühdeutschen Turmhügel in Wietzow und in Daberkow (1200 bis 1350).
Daberkow wurde erstmals 1277 in einer Urkunde des Herzogs Barnim I. erwähnt, in der dem Bischof von Cammin und dem Greifenherzog jeweils die Anwartschaft auf die Hälfte des Zehnten zuerkannt wurde. 1279 bestätigte der Camminer Bischof Hermann von Gleichen dem Kloster Verchen den Zehnt aus Dobercowe und anderen Dörfern.
Aus einer Urkunde von 1334 geht hervor, dass die adlige Familie von Blücher mindestens seit der ersten Hälfte des 14. Jahrhunderts im Besitz Daberkows war, nach Vermutung von Friedrich Wigger möglicherweise bereits seit Ende des 13. Jahrhunderts. Der älteste bekannte Lehnsbrief stammt aus dem 15. Jahrhundert: 1486 wurde Ewald von Blücher von Herzog Bogislaw X. mit dem Dorf Daberkow und weiteren Hufen in Pritzenow und Bartow belehnt.
Daberkow war bis in die erste Hälfte des 18. Jahrhunderts eines der beiden Stammgüter der Familie von Blücher in Pommern. 1721 war Melchior Ulrich von Köppern im Besitz von Daberkow. Köppern, auch von Koeppern, war Landrat des Kreises Anklam. Sein Sohn Hans Maximilian von Koeppern war später preußischer Generalmajor und Festungskommandant in Danzig. Der letzte Lehnsinhaber Christian Ludwig von Blücher verkaufte Daberkow 1738 an die Familie von Linden. 1739 wurde das Gut zum Allodium erklärt. Durch Erbschaft kam das Gut Daberkow 1785 an die Familie von Heyden-Linden, die es 1839 an Eduard Knust verkaufte. Um 1865 hatte Daberkow 328 Einwohner. Knust's Erben verkauften das Gut zusammen mit dem Vorwerk Hedwigshof, zusammen rund 770 Hektar, 1885 für 850.000 Mark an die Königlich preußische Klosterkammer Hannover.
Daberkow galt seitdem als Klostergut und wurde von Pächtern bewirtschaftet. Letzter Pächter war Hans Kröchert, der 1945 vor dem Gutshaus getötet wurde. 1946/1947 wurde das Gut im Rahmen der Bodenreform in der Sowjetischen Besatzungszone enteignet und aufgesiedelt. Die Einwände des Präsidenten Albrecht Stalmann, dass die Klosterkammer als kirchliche Einrichtung von der Bodenreform ausgenommen werden müsse, wurden von der Landesverwaltung in Schwerin abgewiesen.
Das ehemalige Gut ist noch relativ gut erhalten, weil es nach der Bodenreform weiter genutzt wurde.
Daberkow ist ein langgestrecktes Angerdorf, der Anger wurde aber im Laufe der Zeit teilweise bebaut.

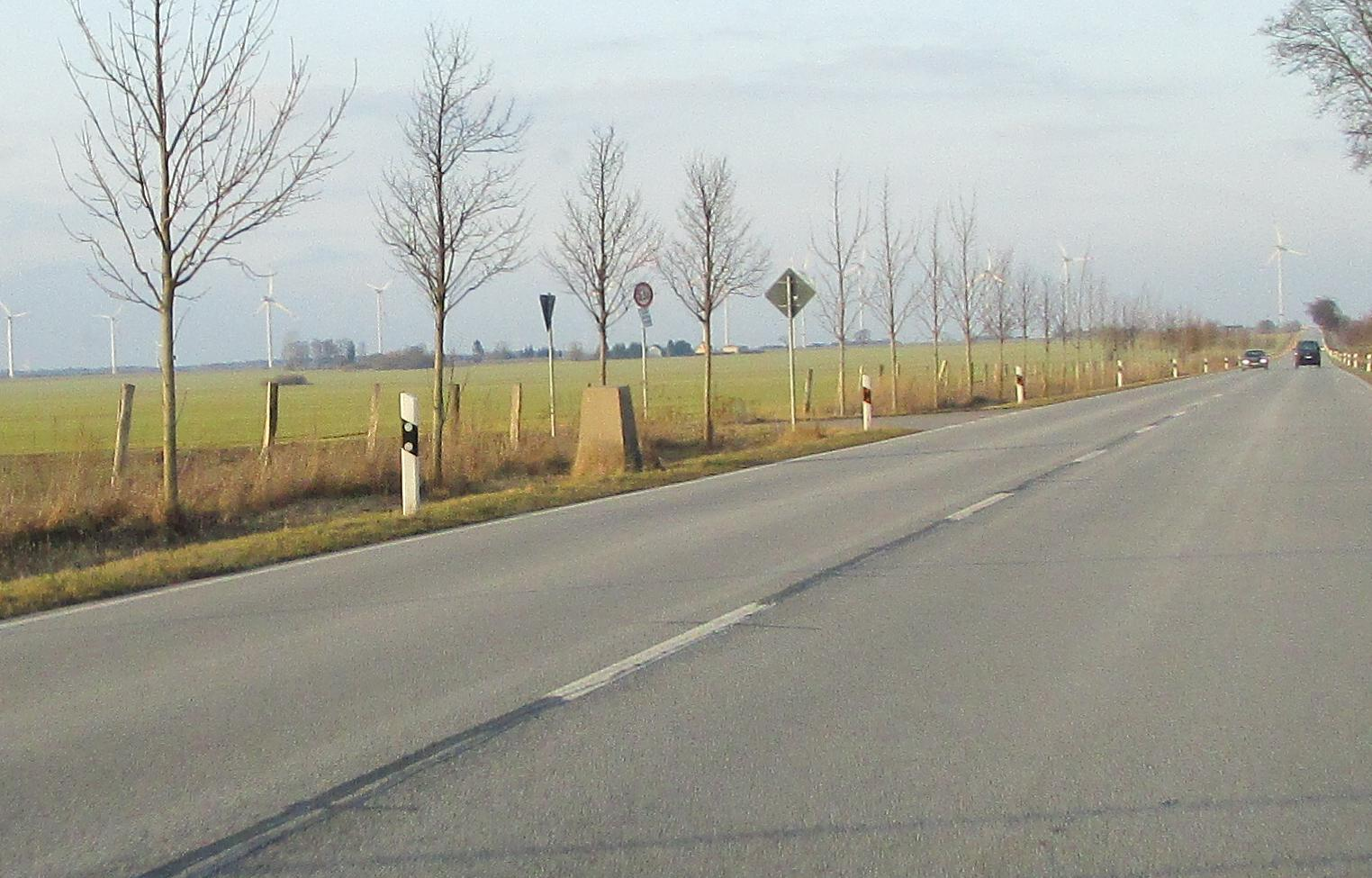
Meilenstein von Hedwigshof

### Hedwigshof
Hedwigshof wurde kurz vor 1880 als Vorwerk zum Gut Daberkow errichtet. Es erstreckt sich unmittelbar östlich der Landesstraße 35, eines ehemaligen Abschnitts der Bundesstraße 96. Dort befindet sich ein noch erhaltener Meilenstein.

### Wietzow
Die urkundliche Ersterwähnung von Wietzow, zur Urkundenzeit auch als „Vietzow“ oder „Witzow“ bezeichnet, stammt aus dem Jahr 1428.

## Politik

### Gemeindevertretung und Bürgermeister
Der Gemeinderat besteht (inkl. Bürgermeister) aus 7 Mitgliedern. Die Wahl zum Gemeinderat am 26. Mai 2019 hatte folgende Ergebnisse:
| Partei/Bewerber                              | Prozent | Sitze |
| -------------------------------------------- | ------- | ----- |
| Wählergemeinschaft Wir für Daberkow          | 69,24   | 4     |
| Wählergemeinschaft Für die Gemeinde Daberkow | 21,79   | 1     |
| Einzelbewerber Mulsow                        | 8,96    | 1     |

Bürgermeister der Gemeinde ist Olaf Hecht, er wurde vom Gemeinderat auf der Sitzung am 25. Juni 2019 einstimmig gewählt, nachdem der ursprüngliche Kandidat am 26. Mai 2019 keine Mehrheit erreichen konnte.

### Wappen, Flagge, Dienstsiegel
Die Gemeinde verfügt über kein amtlich genehmigtes Hoheitszeichen, weder Wappen noch Flagge. Als Dienstsiegel wird das kleine Landessiegel mit dem Wappenbild des Landesteils Vorpommern geführt. Es zeigt einen aufgerichteten Greifen mit aufgeworfenem Schweif und der Umschrift „GEMEINDE DABERKOW“.

## Sehenswürdigkeiten

### Bauwerke
→ Siehe: Liste der Baudenkmale in Daberkow
- Burgwall „Schlossberg“ Daberkow
- Gutshaus Wietzow mit Park
- Kirche Daberkow aus dem 14. Jahrhundert
- Gutsanlage Daberkow

### Grünanlagen und Naherholung
- Turmhügel Daberkow, dicht am südlichen Ufer des Dorfteiches, steil geböscht, quadratisch, H 1,5m, Plateau 6 × 6 m. Senken im Osten und Westen deuten eventuell vorhandene Gräben an. Am Plateaurand sind Feldsteinpackungen sichtbar.
- Englischer Landschaftspark Wietzow am Hang des Tollensetales, er ist gut erhalten und besitzt mit dem Turmhügel und der Kapelle im Park weitere Elemente.
- Bronzezeitliches Gräberfeld südlich von Wietzow
- Südwestlich von Daberkow befinden sich umfangreiche Steinriegel

## Wirtschaft und Infrastruktur

### Unternehmen
Die Gemeinde ist überwiegend durch landwirtschaftliche Betriebe geprägt. In den Orten gibt es kleinere Gewerbebetriebe.

### Verkehr
Die Landesstraße 35 (ehemals Bundesstraße 96) führt durch den Ortsteil Hedwigshof der Gemeinde. Der Ort ist über den Anschluss Jarmen oder Anklam der A 20 zu erreichen, diese führt durch das Gemeindegebiet.
Von 1897 bis 1945 verkehrte im jetzigen Gemeindegebiet die Demminer Kleinbahnen Ost (DKBO), die von Demmin kommend sich bei Schmarsow teilte und nördlich nach Jarmen sowie südlich vorbei an Daberkow mit dortigem Haltepunkt und weiter nach Altentreptow führte. Sie wurde 1945 als Reparation demontiert.

## Persönlichkeiten
- Friedrich Giertz (1846–1916), Uhrmachermeister und Sozialdemokrat